# Гаїтбаєв Наїль Асхатович
НаЇль Асхатович Гаїтбаєв (башк. Наил Әсхәт улы Ғәйетбаев, нар. 20 червня 1948, Баймак, Башкирська АРСР) — башкирський драматург, прозаїк, поет; Заслужений працівник культури Російської Федерації (2011).

## Біографія
У 1966 році закінчив середню школу в місті Сібай, в 1972 році — Магнітогорський гірничо-металургійний інститут за фахом гірничий інженер-механік. Працював на Кисельовському машинобудівному заводі (Кемеровська область) — майстром, начальником дільниці, головним механіком; потім — на Башкирському мідно-сірчаному комбінаті (Сібай) — старшим механіком (1976—1978), старшим інженером (1978—1988).
У 1983 році закінчив Вищі літературні курси при Спілці письменників СРСР, в 1987 році — Вищі театральні курси при Державному інституті театрального мистецтва.
У 1988—1990 роках — літературний консультант в Спілці письменників Башкирської АРСР.
З 1992 по 1998 роки — заступник, перший заступник міністра культури Республіки Башкортостан. Був організатором Днів культури Башкортостану в Татарстані, в Свердловській, Оренбурзькій, Челябінській, Курганській, Саратовській, Самарській областях, в Туреччині і в Москві. Організовував і проводив щорічний фестиваль «Театральна весна», щорічні двотижневі семінари у відкритій їм школі-лабораторії молодих драматургів. Ініціював створення і відкриття:
- в Сібаї — державної філармонії, дитячого театру «Сулпан», музичного ліцею для обдарованих дітей, коледжу мистецтв;
- в Уфі — навчально-методичного центру музичної освіти при Міністерстві культури, журналів «Рампа» (російською мовою) і «Тамаша» (на башкирській мові), Національного літературного музею Башкортостану.

У 1994—2010 роках — головний редактор журналу «Тамаша». У 2000—2007 роках — генеральний директор Національного літературного музею Республіки Башкортостан.
Член Спілки письменників Росії, член правління і голова секції драматургії Союзу письменників Башкортостану. Член редколегії журналів «Тамаша» і «Агидель», член художньої ради кіностудії «Башкортостан» і ряду театрів, член правління Літературного фонду Башкортостану.
11 квітня 2014 року обраний головою Спілки письменників Республіки Башкортостан.

### Родина
Батько — Асхат Шакірьянович Гаїтбаєв, мати — Бібікамал Шугаюпівна Гаїтбаєва.
Дружина (в 1969—1988) — Клара.
- діти — Ришат (нар. 1970), Азат (нар. 1981).

Дружина (з 1988) — Емма.
- діти — Даян (нар. 1989), Яміле (нар. 1992), Миляуша (нар. 1994), Айморат (нар. 1996).

## Творчість
Писати почав в 1970-і роки. Перша книга — «Час золотих дощів» (1979). Автор понад 20 книг, трьох романів, близько 20 повістей, більше 80 оповідань.
Написав понад 50 п'єс, які йдуть на сценах театрів Башкортостану, Татарстану, Росії та за кордоном.

### Твори
П'єси
1. Під проливним дощем — драма, 1983
2. Стіл на чотирьох — драма, 1987
3. О жах! — комедія, 1988
4. Не плач, мила — драма, 1989
5. Ніч («Хадия і Рамі») — трагедія, 1990.
6. Дороги обриваються на березі — драма, 1991
7. Сховай коханця в шафі — комедія, 1991
8. Любов йде раптово — драма, 1991
9. Поклик курая — п'єса-казка, 1991
10. Шкільні пригоди — п'єса, 1991
11. Любові всі віки покірні — комедія, 1992
12. Як запалюються зірки — комедія, 1993
13. Реліквія, рекітер і любов — комедія, 1994
14. Хоробрий півень — п'єса-казка, 1995
15. Таємниця чорного ящика — п'єса-фантастика, 1996.
16. Дві сороки — п'єса-казка, 1997.
17. Приїхали дівчата в село — комедія, 1998.
18. Як вийти заміж? — комедія, 1999.
19. Дівчата, відкрийте двері! — комедія, 2000.
20. Я допоможу тобі, тату! — п'єса-казка, 2000.
21. Лети, моя чайка! — трагедія, 2000.
22. Скажи, де ти був? — комедія-шоу, 2000.
23. Одружуся з власною дружиною — комедія, 2001.
24. Білі ночі Акмулли — драма, 2002
25. Продам чоловіка — комедія, 2002
26. Угода — ексцентрична комедія, 2003
27. Перемога (Салават) — трагедія, 2003
28. Салават було шість (Дитинство Салават Юлаєв) — п'єса, 2003
29. Що людині потрібно — трагікомедія, 2004
30. Сажіда — драма, 2004
31. Червона зірка (перероблена п'єса М. Гафурі) — драма, 2005
32. Жонушка (перероблена п'єса А. Мубарякова) — драма 2009
33. Земля і любов — драма, 2006
34. В санаторії — драма, 2007
35. Непріємний день — сатирична комедія, 2008
36. Арслан — п'єса-лібрето 2009
37. Хлопці, відкрийте двері! — комедія 2009
38. Перервана пісня (Шайехзада Бабич) — п'єса-лібрето 2009
39. Подвійне дно (Війна 1941—45 рр.) — драма 2010
40. Диверсант (Війна 1941—45 рр.) — комедія 2010
41. Одружуся з власною дружиною — 2 — комедія 2010
42. День закоханих — комедія, 2011
43. Тюбетейка і Уфа (Дитинство Мустая) — п'єса, 2011
44. Урал батир — п'єса, 2011
45. Сутінки — драма, 2012
46. Любезнік-любізар (Війна 1812) — драма, 2012
47. Бабич — заслужений артист — комедія, 2013
48. Абзеліл і господар озера — п'єса-казка, 2013

Непоставлені п'єси
1. Даруйте квіти — комедія, 1977
2. Енергійний хлопець — комедія, 1980
3. Зятю — комедія, 1982
4. Любовні ігри — драма, 1985
5. Без права відступати (Війна 1941—45 рр.) — драма, 1985
6. Гуртожиток — кіносценарій, 1989
7. Випробування душі — містична драма, 1990.

Романи
- 1976 найдовший короткий день (найкоротший день)
- 1986 Я живу лише двічі (Успіх або лише два)
- 1991 Alien (Планета Земля)

Повісті
- 1975 Альфія
- +1977 Перший сніг
- 1978 Знайди свою мету
- 1979 Остання гра
- 1980 Камишли узяк
- 1980 Буран
- +1981 Дощова осінь
- 1 988 Чорний ящик
- 1989 Прощання
- 1989 На чужій планеті
- 1990 Чорний ящик — 2
- 1991 Погоня
- +1991 Сутичка з «яструбом»
- +1991 Капкан
- 1992 Крута гора

Оповідання
біля 80-ти
Книжки
1. Сезон золотих дощів: Повість та оповідання на баш. мові. — Уфа, 1979.
2. Жовті вікна: Повість та оповідання на баш. мові. — Уфа, 1981.
3. Буран: Повість та оповідання на баш. мові. — Уфа, 1983.
4. Дороги тікають за горизонт: Розповіді на баш. мові. — Уфа, 1985.
5. Знайди свою мету: Повість та оповідання на баш. мові. — Уфа, 1987.
6. Чи світять вікна в ночі: Повість та оповідання на рос. мові. — Москва, 1988.
7. Чорний ящик: Пригодницькі повісті на баш. мові. — Уфа, 1990..
8. Про що говорять трупи: Повість на рос. мові. — Сибай, 1992.
9. Капкан: Пригодницькі повісті на рос. мові. — Уфа, 1993.
10. Гонка: Роман на баш. мові. — Уфа, 1994.
11. О, жах: Комедії і драми на баш.мові. — Уфа, 1996..
12. Як написати п'єсу: П'єси і статті на баш. мові. — Уфа, 1997..
13. Інопланетянка: Роман, повісті, п'єси на рос. мові. — М., 1998.
14. Остання гра: Повісті та оповідання на баш. мові. — М., 1999.
15. Приїхали дівчата в село: П'єси на баш. мові. — Уфа, 2001..
16. Бібліографія: Статті, інтерв'ю на баш., рос., англ. мовах. — Уфа, 2002.
17. Дороги обриваються на березі: П'єси на баш. мові. — Уфа, 2003.
18. Дівчина з космосу: Роман на баш. мові. — Уфа, 2004.
19. Білі ночі: П'єси на баш. мові. — Уфа, 2008.
20. Секрет щастя: Статті. — Сібай 2010.
21. Комедії. П'єси: на тат. мові. — Казань, 2012.
22. Білий голуб: П'єси, переклад на баш. мові. — Уфа, 2012.

Вірші, рецензії, нариси, портрети, інтерв'ю.

## Шахи
У 1972—1975 роках займався шахами, став кандидатом у майстри спорту, чемпіоном у Кисельовську. У 1980 роки три роки поспіль був чемпіоном міста Сібай. Проводив сеанси одночасної гри наосліп на 20 дошках.
«Наїль Гаїтбаєв обігравав нас як сліпих кошенят» (розповідав про сеанси одночасної гри на 20 дошках) — спогади керівника шахового гуртка школи № 1 Додонова Олександра Олександровича.

## Нагороди та звання
- Заслуженний діяч мистецтв Республіки Башкортостан (1993) — за заслуги в галузі драматургії[4]
- Заслужений працівник культури Російської Федерації (18 жовтня 2011 року) — за заслуги в області культури і багаторічну плідну роботу[5][6]
- почесна грамота Республіки Башкортостан
- премія імені Міфтахетдіна Акмулли (2003) — за трагедію «Білі ночі Акмулли»[7].